# تکلو
ایل تکلو (ترکی: Təkəli)، یکی از هفت ایل تُرکمان قزلباش بود. حضور این ایل در آناتولی همانند سایر قبایل تُرکمان با پیروزی در نبرد مَلازگرد (۱۰۷۱ میلادی) صورت گرفت که سرآغاز مرحله جدیدی برای فتح تمام آناتولی بود. تُرکمانان سلجوقی پس از پیروزی بر امپراتوری بیزانس در نبرد ملازگرد که به اسارت امپراتور رومانوس دیوژن انجامید به پیشروی خود ادامه دادند و علاوه بر آسیای صغیر بر خاور نزدیک از جمله فلسطین نیز (۱۰۸۷ میلادی) مسلط شدند. ایل تکلو در سال ۱۵۱۱میلادی همراه با شش ایل بزرگ تُرکمان (ایل افشار، ایل شاملو، ایل استاجلو، ایل ذوالقدر، ایل روملو و ایل قاجار) از آناتولی عثمانی به ایران آمدند و پایه‌های شاهنشاهی صفوی را بنیاد گذاردند. هر ایل به بخشی از ایران مهاجرت کرد و رهبرانشان به حکومت آن منطقه منصوب شدند؛ بنابراین «تکلوها» بخش‌هایی از عراقِ عجم، اصفهان و همدان را گرفتند؛ استاجلوها در آذربایجان و کرمان اقامت کردند؛ شاملوها در خراسان مستقر شدند و فارس در دست ایل ذوالقدر بود، ایل افشار کهگیلویه و خوزستان را داشت و بغداد در چنگ ماوشلو قبیله‌ای کوچکتر و منشعب از آق‌قویونلو بود.

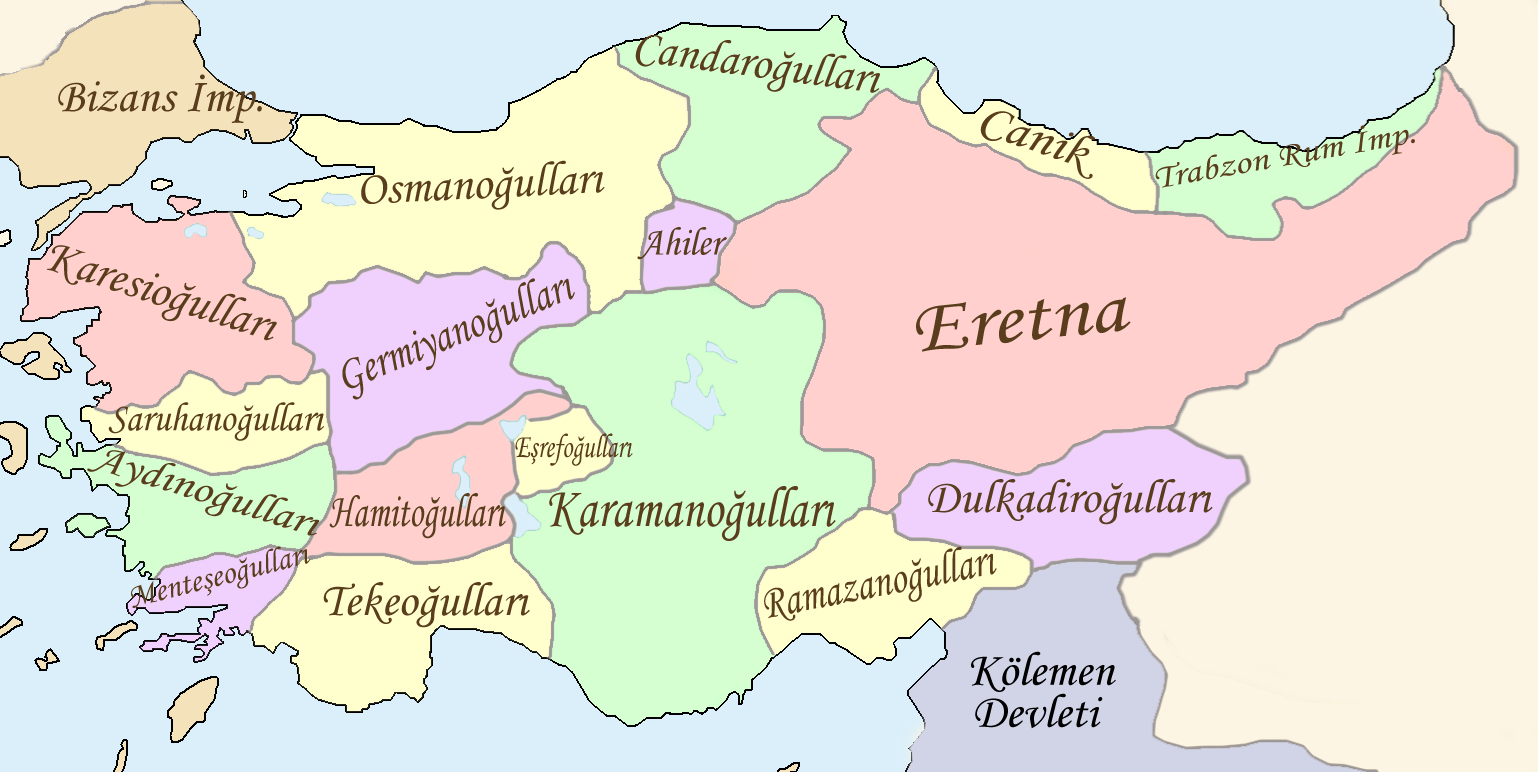
بیگ‌نشین تِکه با عنوان Tekeoğulları Beyliği (آنتالیای کنونی) - آناتولی

## نبرد ملازگرد و تصرف آناتولی
پیروزی سلطان آلپ ارسلان در نبرد ملازگرد تنها به شکست و اسارت امپراتور بیزانس منتهی نشد بلکه سد استوار امپراتوری بیزانس برای همیشه در برابر ایرانیان و مسلمانان فرو ریخت تا شروعی باشد برای وقایع بعدی در منطقه آسیای صغیر. در طول یک سده جمعیت بزرگی از تُرکمانان به سوی آناتولی مهاجرت کردند. تصرف آناتولی از سوی تُرکان اغوز در عین حال موجب نجات جهان اسلام از مخاطرات و تهدیدات جدی امپراتوری بیزانس شد که با تصرف آسیای صغیر و ایجاد یک مدنیت نوین اسلامی برای جهان اسلامی موهبتی بود. تأسیس امپراتوری سلجوقیان روم توسط نوادگان ارسلان اسرائیل از اولین پیامدهای این پیروزی است

## ورود به آناتولی و سکونت در آنتالیا (تِکه)
نام ایل تکلو با خاستگاه آنان (تِکه) مرتبط است. در سالهای آخر سلطنت سلجوقیان روم، هنگام پیشروی ایلخانیان به سمت آناتولی، مناطق آناتولی به صورت بیگ‌نشین‌های تُرکمان خودمختار (Anatolian beyliks) تبدیل شد. در همین دوران، گروهی از تُرکمن‌ها که شاخه ای از ایل تکه بودند و در آغاز قرن سیزدهم توسط سلاطین سلجوقیان روم در آنتالیا مستقر بودند، بیگ‌نشین تِکه را تشکیل دادند.
سلطنت مبارزالدین محمدبیگ در نبرد با فرانکهای قبرس گذشت. آنتالیا برای اولین بار پس از کنترل تُرکها در سال ۱۲۱۶. پادشاه قبرس پیر اول دو لوسینان در ۲۴ اوت ۱۳۶۱ آنتالیا مرکز تِکه الی را اشغال کرد و تُرکها مرکز حکومت خود را به کورکودِالی انتقال دادند، محمدبیگ ابتدا برای تصرف آنتالیا، فروش مواد غذایی به قبرس را منع کرد. بعداً، کرامانوغلو با علاء الدین علی بیگ اتحاد ایجاد کرد و سال بعد با ۴۵ هزار نفر به آنتالیا آمد و یک جنگ بسیار درگرفت، اما نتوانست شهر را به دست بگیرد.
تلاش‌های محمد بیگ، که می‌خواست آنتالیا را به پس بگیرد، برای او نام و آوازه در منطقه ایجاد کرد و به او لقب «بیگِ تِکه» (Teke Bey) را دادند. در آن زمان، منطقه بین آنتالیا، فینیک، کاش، کالکانلی، میلی، گمبه، المالو، کورکوداِلی و سریک در جنوب آناتولی و آنتالیا و آلانیا، به تِکه اِلی معروف شد. محمدبیگ که برای باز پس‌گیری آنتالیا اتحادهای مختلفی را تشکیل داده بود، موفق شد در سال ۱۳۷۳ آنتالیا را فتح کند.
در دوره‌های عثمان چلبی و مصطفی بیگ، که جانشین محمدبیگ بودند، بیگ‌نشین تِکه اهمیت سابق خود را از دست داد. سلطان عثمانی ییلدیریم بایزید در سال ۱۳۹۰ آنتالیا را فتح کرد. او حکومت این مکان را ابتدا به پسرش عیسی و سپس به فرزند دیگر خود مصطفی داد. در سال ۱۳۹۷، منطقه بین آنتالیا و آلانیا کاملاً تحت کنترل عثمانی بود.
بین مرزهای استان امروز آنتالیا و دستور اداری تهیه شده توسط امپراتوری عثمانی برای این منطقه در سده‌های ۱۵ و ۱۶ تفاوت‌هایی وجود دارد. در این قرن‌ها سنجق‌های آلانیا و تِکه در این منطقه قرار داشتند.
آنتالیا اغلب به دلیل قرار گرفتن در مسیرهای تجاری اهمیت زیادی داشت و در دوره سلجوقی با کشتی و بندر خود از اهمیت بالایی برخوردار بود. آنتالیا تحت حاکمیت سلجوقیان با انجام فعالیتهای مهم تجاری با قبرس به یکی از مهم‌ترین مراکز تجاری دوره تبدیل شد. در اواخر قرن سیزدهم یا در آغاز قرن چهاردهم ، آنتالیا بین حمید اوغولار و تِکه اوغولار تقسیم شده بود. در دوره حاکمیت بیگ‌نشین تِکه، صلح و توسعه ادامه یافت و فعالیتهای توسعه و فرهنگی افزایش داشت.
به جز شورش شاهقلی که در سال ۱۵۱۱ تحت سلطنت عثمانی رخ داد، شورش‌های چلبی در قرن شانزدهم، هیچ اتفاق خاص دیگری در این منطقه رخ نداده‌است. با این حال، در نتیجه این شورش‌ها، تبعیدهای زیادی به جزایری مانند مودون و کرون و مهاجرت‌های گسترده قبایل تُرکمان به ایران صورت گرفت.

## حسن خلیفه بابا
ایل تکلو در  آنتالیا ساکن و در دوران فترت سلاجقه روم، در بِیگ‌نشین تکه (Tekeoğulları Beyliği) حاکم بودند. این ایل در زمان شاه اسماعیل صفوی همراه با شش ایل بزرگ تُرکمان (ایل افشار، ایل شاملو، ایل استاجلو، ایل ذوالقدر، ایل روملو و ایل قاجار) از آناتولی عثمانی به ایران آمدند و پایه‌های دودمان صفوی را بنیاد گذاردند. ترکان تکلو از طوایف بزرگ قزلباش بودند که از تکه ایلی (آنتالیا) مهاجرت خود را به ایران در دهة دوم سدهٔ دهم آغاز کردند. یکی از سران این طایفه، به نام حسن خلیفه (پدر شاه قلی بابا) به خدمت شیخ حیدر، پدر شاه اسماعیل اول رسید و در حلقه مریدان خاص وی داخل شد. شیخ حیدر او را مأمور کرد که به ولایت خود بازگردد و به ترویج مذهب تشیع و گرد آوردن مریدان همت گمارد. حسن بیگ روملو، مورخ احسن التواریخ می‌نویسد: حسن خلیفه دو نوبت به خدمت شیخ حیدر آمد. آن حضرت او را با چهل نفر از صوفیان به چله خانه فرستاد و هر یک ایشان را یه کوزه آب و قرصی نان همراه کرد تا در اربعین به این مقدار غذا قناعت کنند. بعد از انقضای مدت که از چله خانه بدر آمدند، همه صوفیان توشه خود به کار برده بودند الا حسن خلیفه که آنچه برده بود به خدمت قطب زمانه آورد. مرشد کامل او را رخصت داده روانه ولایت تکه ایلی گردانید. چون بدان دیار رسید در منزل خود نزول نمود. پیره سنان که یکی از صوفیان سلطان حیدر بود، به حضار مجلس گفت که حسن خلیفه آمد، ولی آتش سوزان در ولایت تکه ایلی آورد … و از وی خوارق عادات سر می‌زد و مردم تابع او می‌شدند.
حسن خلیفه بابا در غاری نزدیک محل زندگی خود به عبادت می‌پرداخت، از این رو در آناتولی به سرعت شهرت فراوانی یافت. او توانست مریدان زیادی را به درگاه خود جذب کند، در این اثنا به تعلیم فقه به شاهقلی هم می‌پرداخت. شهرت پدر و پسر به گوش سلطان بایزید دوم هم رسید بود و سلطان چندین بار برای گرفتن دعا نزد حسن خلیفه بابا رفته و از او طلب دعا در درگاه پروردگار کرده بود و هر سال، برای حسن خلیفه بابا شش تا هفت هزار سکه برای گرفتن دعا می‌فرستاد.

## شورش شیعیان آناتولی علیه عثمانی، ورود به ایران و تشکیل قوای قزلباش
در سال ۱۵۱۱میلادی ایل قزلباش تکلو در جنوب آناتولی به رهبری شاه‌قلی بابا تکلو علیه حکومت عثمانی شورش کردند و در آن سال شمار زیادی از افراد قبیله تکلو برای تقویت سپاه شاه اسماعیل از گرمیان به ایران آمدند.

اگرانوویچ می‌نویسد ینصرپاشا (فرزند شاه قلی بابا) در ناحیه خوی، در نزدیکی دریاچه ارومیه، زندگی کرد و سر انجام در همان‌جا نیز در گذشت. پس از مرگش، شش پسر به نام‌های قوجا، بنده علی، پلات، دمیرچی، ساری خان، و نوروز علی از او باقی ماند. پسران ینصرپاشا که هر کدام طایفه‌ای را تحت ریاست داشتند، پس از مرگ پدر از یکدیگر جدا شدند و نام آنان بر این طوایف گذاشته شد. بعداً از این طوایف شعبات کوچکتری پدید آمد. تبارنامه پسران ینصر پاشا و طوایف تابعه آنان که بعدها اکثریت طوایف شاهسون در سراسر کشور زیر مجموعه یا همپیمان این طوایف بودند، در الگوی تبارنامه زیر آورده شده‌است:
|                                          |                                          |                                          |                                          |                                          |                                          |  |  |  |  |                                              |                                              |                                              |                                              |                                              |                                              |  |  |  |  |                                                                                         |                                                                                         |                                                                                         |                                                                                         |                                                                                         |                                                                                         |  |  |  |  | حسن خليفه بابا |  |  |  |  |  |                                                              |                                                              |                                                              |                                                              |                                                              |                                                              |  |  |                                                                               |                                                                               |                                                                               |                                                                               |                                                                               |                                                                               |  |  |  |  |                                    |                                    |                                    |                                    |                                    |                                    |  |  |  |  |  |  |  |  |  |  |  |  |  |  |  |  |  |  |  |  |  |  |  |  |  |  |  |  |  |  |  |  |  |  |  |  |
|                                          |                                          |                                          |                                          |                                          |                                          |  |  |  |  |                                              |                                              |                                              |                                              |                                              |                                              |  |  |  |  |                                                                                         |                                                                                         |                                                                                         |                                                                                         |                                                                                         |                                                                                         |  |  |  |  |                |  |  |  |  |  |                                                              |                                                              |                                                              |                                                              |                                                              |                                                              |  |  |                                                                               |                                                                               |                                                                               |                                                                               |                                                                               |                                                                               |  |  |  |  |                                    |                                    |                                    |                                    |                                    |                                    |  |  |  |  |  |  |  |  |  |  |  |  |  |  |  |  |  |  |  |  |  |  |  |  |  |  |  |  |  |  |  |  |  |  |  |  |
|                                          |                                          |                                          |                                          |                                          |                                          |  |  |  |  |                                              |                                              |                                              |                                              |                                              |                                              |  |  |  |  |                                                                                         |                                                                                         |                                                                                         |                                                                                         |                                                                                         |                                                                                         |  |  |  |  | شاهقلی پاشا    |  |  |  |  |  |                                                              |                                                              |                                                              |                                                              |                                                              |                                                              |  |  |                                                                               |                                                                               |                                                                               |                                                                               |                                                                               |                                                                               |  |  |  |  |                                    |                                    |                                    |                                    |                                    |                                    |  |  |  |  |  |  |  |  |  |  |  |  |  |  |  |  |  |  |  |  |  |  |  |  |  |  |  |  |  |  |  |  |  |  |  |  |
|                                          |                                          |                                          |                                          |                                          |                                          |  |  |  |  |                                              |                                              |                                              |                                              |                                              |                                              |  |  |  |  |                                                                                         |                                                                                         |                                                                                         |                                                                                         |                                                                                         |                                                                                         |  |  |  |  |                |  |  |  |  |  |                                                              |                                                              |                                                              |                                                              |                                                              |                                                              |  |  |                                                                               |                                                                               |                                                                               |                                                                               |                                                                               |                                                                               |  |  |  |  |                                    |                                    |                                    |                                    |                                    |                                    |  |  |  |  |  |  |  |  |  |  |  |  |  |  |  |  |  |  |  |  |  |  |  |  |  |  |  |  |  |  |  |  |  |  |  |  |
|                                          |                                          |                                          |                                          |                                          |                                          |  |  |  |  |                                              |                                              |                                              |                                              |                                              |                                              |  |  |  |  |                                                                                         |                                                                                         |                                                                                         |                                                                                         |                                                                                         |                                                                                         |  |  |  |  | ینصر پاشا      |  |  |  |  |  |                                                              |                                                              |                                                              |                                                              |                                                              |                                                              |  |  |                                                                               |                                                                               |                                                                               |                                                                               |                                                                               |                                                                               |  |  |  |  |                                    |                                    |                                    |                                    |                                    |                                    |  |  |  |  |  |  |  |  |  |  |  |  |  |  |  |  |  |  |  |  |  |  |  |  |  |  |  |  |  |  |  |  |  |  |  |  |
|                                          |                                          |                                          |                                          |                                          |                                          |  |  |  |  |                                              |                                              |                                              |                                              |                                              |                                              |  |  |  |  |                                                                                         |                                                                                         |                                                                                         |                                                                                         |                                                                                         |                                                                                         |  |  |  |  |                |  |  |  |  |  |                                                              |                                                              |                                                              |                                                              |                                                              |                                                              |  |  |                                                                               |                                                                               |                                                                               |                                                                               |                                                                               |                                                                               |  |  |  |  |                                    |                                    |                                    |                                    |                                    |                                    |  |  |  |  |  |  |  |  |  |  |  |  |  |  |  |  |  |  |  |  |  |  |  |  |  |  |  |  |  |  |  |  |  |  |  |  |
|                                          |                                          |                                          |                                          |                                          |                                          |  |  |  |  |                                              |                                              |                                              |                                              |                                              |                                              |  |  |  |  |                                                                                         |                                                                                         |                                                                                         |                                                                                         |                                                                                         |                                                                                         |  |  |  |  |                |  |  |  |  |  |                                                              |                                                              |                                                              |                                                              |                                                              |                                                              |  |  |                                                                               |                                                                               |                                                                               |                                                                               |                                                                               |                                                                               |  |  |  |  |                                    |                                    |                                    |                                    |                                    |                                    |  |  |  |  |  |  |  |  |  |  |  |  |  |  |  |  |  |  |  |  |  |  |  |  |  |  |  |  |  |  |  |  |  |  |  |  |
|                                          |                                          |                                          |                                          |                                          |                                          |  |  |  |  |                                              |                                              |                                              |                                              |                                              |                                              |  |  |  |  |                                                                                         |                                                                                         |                                                                                         |                                                                                         |                                                                                         |                                                                                         |  |  |  |  |                |  |  |  |  |  |                                                              |                                                              |                                                              |                                                              |                                                              |                                                              |  |  |                                                                               |                                                                               |                                                                               |                                                                               |                                                                               |                                                                               |  |  |  |  |                                    |                                    |                                    |                                    |                                    |                                    |  |  |  |  |  |  |  |  |  |  |  |  |  |  |  |  |  |  |  |  |  |  |  |  |  |  |  |  |  |  |  |  |  |  |  |  |
| قوجا بیگ(قوجابیگلو)                      | قوجا بیگ(قوجابیگلو)                      | قوجا بیگ(قوجابیگلو)                      | قوجا بیگ(قوجابیگلو)                      | قوجا بیگ(قوجابیگلو)                      | قوجا بیگ(قوجابیگلو)                      |  |  |  |  | بنده علی بنده علی بیگلو                      | بنده علی بنده علی بیگلو                      | بنده علی بنده علی بیگلو                      | بنده علی بنده علی بیگلو                      | بنده علی بنده علی بیگلو                      | بنده علی بنده علی بیگلو                      |  |  |  |  | پلات پلاتلو                                                                             | پلات پلاتلو                                                                             | پلات پلاتلو                                                                             | پلات پلاتلو                                                                             | پلات پلاتلو                                                                             | پلات پلاتلو                                                                             |  |  |  |  |                |  |  |  |  |  | دمیر خان دمیرچی لو                                           | دمیر خان دمیرچی لو                                           | دمیر خان دمیرچی لو                                           | دمیر خان دمیرچی لو                                           | دمیر خان دمیرچی لو                                           | دمیر خان دمیرچی لو                                           |  |  | ساری خان ساری خان بیگلو                                                       | ساری خان ساری خان بیگلو                                                       | ساری خان ساری خان بیگلو                                                       | ساری خان ساری خان بیگلو                                                       | ساری خان ساری خان بیگلو                                                       | ساری خان ساری خان بیگلو                                                       |  |  |  |  | نوروز علی نوروزعلی بیگلو           | نوروز علی نوروزعلی بیگلو           | نوروز علی نوروزعلی بیگلو           | نوروز علی نوروزعلی بیگلو           | نوروز علی نوروزعلی بیگلو           | نوروز علی نوروزعلی بیگلو           |  |  |  |  |  |  |  |  |  |  |  |  |  |  |  |  |  |  |  |  |  |  |  |  |  |  |  |  |  |  |  |  |  |  |  |  |
| قوجا بیگ(قوجابیگلو)                      | قوجا بیگ(قوجابیگلو)                      | قوجا بیگ(قوجابیگلو)                      | قوجا بیگ(قوجابیگلو)                      | قوجا بیگ(قوجابیگلو)                      | قوجا بیگ(قوجابیگلو)                      |  |  |  |  | بنده علی بنده علی بیگلو                      | بنده علی بنده علی بیگلو                      | بنده علی بنده علی بیگلو                      | بنده علی بنده علی بیگلو                      | بنده علی بنده علی بیگلو                      | بنده علی بنده علی بیگلو                      |  |  |  |  | پلات پلاتلو                                                                             | پلات پلاتلو                                                                             | پلات پلاتلو                                                                             | پلات پلاتلو                                                                             | پلات پلاتلو                                                                             | پلات پلاتلو                                                                             |  |  |  |  |                |  |  |  |  |  | دمیر خان دمیرچی لو                                           | دمیر خان دمیرچی لو                                           | دمیر خان دمیرچی لو                                           | دمیر خان دمیرچی لو                                           | دمیر خان دمیرچی لو                                           | دمیر خان دمیرچی لو                                           |  |  | ساری خان ساری خان بیگلو                                                       | ساری خان ساری خان بیگلو                                                       | ساری خان ساری خان بیگلو                                                       | ساری خان ساری خان بیگلو                                                       | ساری خان ساری خان بیگلو                                                       | ساری خان ساری خان بیگلو                                                       |  |  |  |  | نوروز علی نوروزعلی بیگلو           | نوروز علی نوروزعلی بیگلو           | نوروز علی نوروزعلی بیگلو           | نوروز علی نوروزعلی بیگلو           | نوروز علی نوروزعلی بیگلو           | نوروز علی نوروزعلی بیگلو           |  |  |  |  |  |  |  |  |  |  |  |  |  |  |  |  |  |  |  |  |  |  |  |  |  |  |  |  |  |  |  |  |  |  |  |  |
| طوایف تابعه : مرادلو ، اودولو ، خلیفه لو | طوایف تابعه : مرادلو ، اودولو ، خلیفه لو | طوایف تابعه : مرادلو ، اودولو ، خلیفه لو | طوایف تابعه : مرادلو ، اودولو ، خلیفه لو | طوایف تابعه : مرادلو ، اودولو ، خلیفه لو | طوایف تابعه : مرادلو ، اودولو ، خلیفه لو |  |  |  |  | طوایف تابعه : علی بابالو ،بیگ باغلو ، خلف لو | طوایف تابعه : علی بابالو ،بیگ باغلو ، خلف لو | طوایف تابعه : علی بابالو ،بیگ باغلو ، خلف لو | طوایف تابعه : علی بابالو ،بیگ باغلو ، خلف لو | طوایف تابعه : علی بابالو ،بیگ باغلو ، خلف لو | طوایف تابعه : علی بابالو ،بیگ باغلو ، خلف لو |  |  |  |  | طوایف تابعه : قره شیخ لو ، آبی بیگ لو ، قوزآتلو ، یورتچی، دورجون خوجالو ، تکله ، یکه لو | طوایف تابعه : قره شیخ لو ، آبی بیگ لو ، قوزآتلو ، یورتچی، دورجون خوجالو ، تکله ، یکه لو | طوایف تابعه : قره شیخ لو ، آبی بیگ لو ، قوزآتلو ، یورتچی، دورجون خوجالو ، تکله ، یکه لو | طوایف تابعه : قره شیخ لو ، آبی بیگ لو ، قوزآتلو ، یورتچی، دورجون خوجالو ، تکله ، یکه لو | طوایف تابعه : قره شیخ لو ، آبی بیگ لو ، قوزآتلو ، یورتچی، دورجون خوجالو ، تکله ، یکه لو | طوایف تابعه : قره شیخ لو ، آبی بیگ لو ، قوزآتلو ، یورتچی، دورجون خوجالو ، تکله ، یکه لو |  |  |  |  |                |  |  |  |  |  | طوایف تابعه : اینانلو ، کلاسر لو،حاجی خوجالو ،قوردلار ،عربلو | طوایف تابعه : اینانلو ، کلاسر لو،حاجی خوجالو ،قوردلار ،عربلو | طوایف تابعه : اینانلو ، کلاسر لو،حاجی خوجالو ،قوردلار ،عربلو | طوایف تابعه : اینانلو ، کلاسر لو،حاجی خوجالو ،قوردلار ،عربلو | طوایف تابعه : اینانلو ، کلاسر لو،حاجی خوجالو ،قوردلار ،عربلو | طوایف تابعه : اینانلو ، کلاسر لو،حاجی خوجالو ،قوردلار ،عربلو |  |  | طوایف تابعه :طایفه زرگر اجیرلو ، میلی-خلیفه لو ، بالابیگلو ، بیگدلو ، همونلو، | طوایف تابعه :طایفه زرگر اجیرلو ، میلی-خلیفه لو ، بالابیگلو ، بیگدلو ، همونلو، | طوایف تابعه :طایفه زرگر اجیرلو ، میلی-خلیفه لو ، بالابیگلو ، بیگدلو ، همونلو، | طوایف تابعه :طایفه زرگر اجیرلو ، میلی-خلیفه لو ، بالابیگلو ، بیگدلو ، همونلو، | طوایف تابعه :طایفه زرگر اجیرلو ، میلی-خلیفه لو ، بالابیگلو ، بیگدلو ، همونلو، | طوایف تابعه :طایفه زرگر اجیرلو ، میلی-خلیفه لو ، بالابیگلو ، بیگدلو ، همونلو، |  |  |  |  | طوایف تابعه :گیکلو ریا، پیرایواتلو | طوایف تابعه :گیکلو ریا، پیرایواتلو | طوایف تابعه :گیکلو ریا، پیرایواتلو | طوایف تابعه :گیکلو ریا، پیرایواتلو | طوایف تابعه :گیکلو ریا، پیرایواتلو | طوایف تابعه :گیکلو ریا، پیرایواتلو |  |  |  |  |  |  |  |  |  |  |  |  |  |  |  |  |  |  |  |  |  |  |  |  |  |  |  |  |  |  |  |  |  |  |  |  |

## ایل تکلو و تشکیل قوای قزلباش

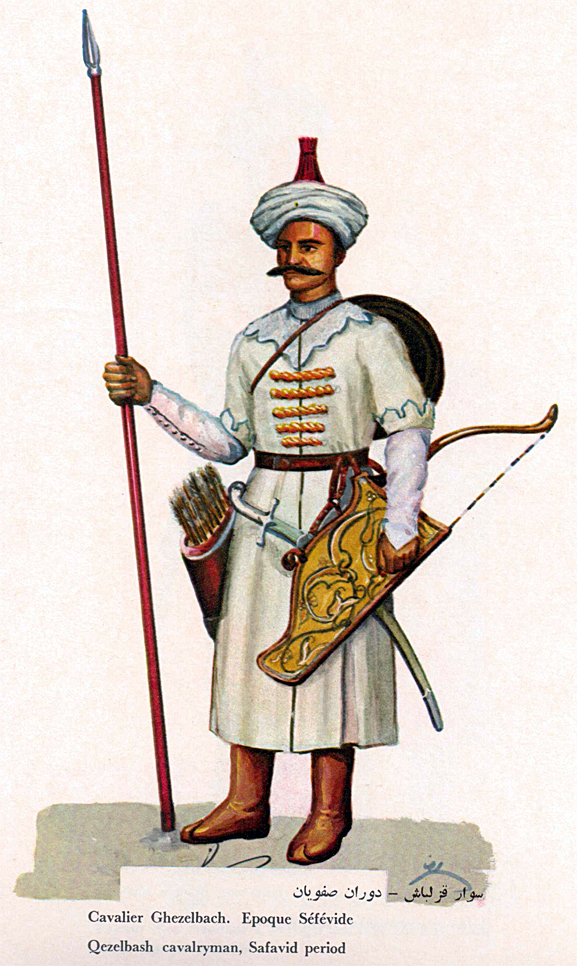
قزلباش

تکیه‌گاه عمده صفویه، قبایل چادرنشین تُرک بودند که در آغاز از هفت قبیله تشکیل می‌شدند و عبارت بودند از: تکه‌لو، شاملو، روملو، استاجلو، افشار، قاجار و ذوالقدر. این قبایل بعدها به نام مشترک قزلباش خوانده شدند.
قوم تکلو امروزه به زبانهای لُری ، ترکی و فارسی صحبت می‌کنند. تکلوها را می‌توان در نواحی خراسان، کرمانشاه، کرمان (منطقه تاریخی اقطاع) و همدان یافت. در روستای گرا در شهرستان تویسرکان استان همدان اکثریت مردم روستا و همچنین در روستای بیغش چهل و پنج کیلومتری ملایر به سمت اراک بیش از نیمی از مردم روستا از قوم تکلو هستند. مورخان گفته‌اند یکی از اقوام که نادرشاه افشار را در فتوحات، یاری می‌رسانده قوم تکلو بوده‌است.

## شخصیت‌ها

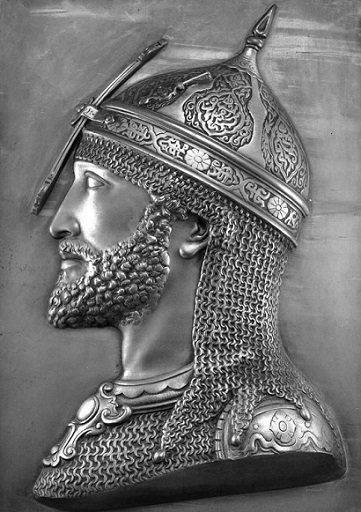
محمدپاشا تکلو (وزیر اعظم دربار عثمانی)

- محمدپاشا تکلو، وزیر اعظم دربار امپراتوری عثمانی.[۲۹][۳۰] وی همچنین جد حسین آوینی پاشا (ژنرال ارتش عثمانی و نماینده مجلس ملی کبیر ترکیه) نیز هست.[۳۱]
- در پی درگیری دیوسلطان روملو و کپک استاجلو بر سر نیابت سلطنت شاه طهماسب او سر نیابت اتحاد سه‌گانه با آن دو تشکیل داد ولی دیو سلطان، کپک را کشت و چوها سلطان، شاه طهماسب را تحریک کرد و شاه ضعیف خود با تیر کمان دیو سلطان را کشت و چوها سلطان تکلو نایب بلامنازع سلطان طهماسب شد.[۳۲]